# Dietersdorf (Katastralgemeinde)
Dietersdorf ist eine von sieben Katastralgemeinden der Gemeinde Fohnsdorf, die aus den Orten Dietersdorf und Wasendorf besteht. Die Katastralgemeinde Dietersdorf wird von 2677 Menschen bewohnt (Stand: 2023).

## Bevölkerung
In den beiden Ortschaften, die zur Katastralgemeinde gehören, leben insgesamt 2710 Menschen (Stand: 2023). In der Katastralgemeinde selbst sind es 2677 Einwohner.
- Dietersdorf: 2328 Einwohner[2]
- Wasendorf: 382 Einwohner[2]

## Geographie
Die südliche Grenze wird von der Pöls gebildet, die in diesem Bereich als Pölsfluss fließt. Hier grenzen an die Katastralgemeinde im westlichen Bereich der Südgrenze die Gemeinde Judenburg und im östlichen Bereich der Südgrenze die Fohnsdorfer Katastralgemeinde Hetzendorf an. Unmittelbar nördlich der Grenze liegt der Ort Wasendorf, der zur Gänze zur Katastralgemeinde Dietersdorf gehört. Im Osten grenzt die Katastralgemeinde Fohnsdorf mit dem gleichnamigen Ort an und im Westen die Katastralgemeinde Kumpitz, die zum größten Teil aus dem Ort Kumpitz besteht. In Ost-West-Richtung kreuzt die Fohnsdorfer Bahn die Katastralgemeinde.
Nördlich des Ortes Wasendorf liegt der Ort Dietersdorf, der vom gleichnamigen Bach durchflossen wird. Der Dietersdorfer Graben, in dem der Bach entspringt, liegt ebenfalls in der Katastralgemeinde. Auf einer Anhöhe im Dietersdorfer Graben liegt der Landwirt „Meiselbauer“, der sich ebenfalls in der Katastralgemeinde Dietersdorf befindet. Die Nordgrenze der Katastralgemeinde Dietersdorf bildet der Gebirgsrücken nördlich von Fohnsdorf, der die Gemeinden Gaal und Fohnsdorf trennt. Auf der Grenze zwischen Gaal und der Katastralgemeinde Dietersdorf liegen die Gaaler Höhe auf 1539 m ü. A. und der Hölzlberg auf 1589 m ü. A. Knapp südlich der Nordgrenze liegt an der Grenze zwischen den Katastralgemeinden Kumpitz und Dietersdorf das Schutzhaus Gaaler Höhe.
Das Gebiet der Katastralgemeinde Dietersdorf ist weder mit dem Ort Dietersdorf noch mit dem Zählsprengel Dietersdorf deckungsgleich: Die Katastralgemeinde gehört zu den Zählsprengeln Kumpitz, Dietersdorf und Wasendorf, wobei nur der Zählsprengel Dietersdorf zur Gänze in der Katastralgemeinde Dietersdorf liegt.

## Geschichte
Ursprünglich gehörte die Katastralgemeinde Dietersdorf zur damaligen Gemeinde Kumpitz und wurde mit 1. Juli 1928 nach der Fohnsdorf eingemeindet. Der restliche Teil der Gemeinde Kumpitz wurde am 1. Juli 1948 mit der Gemeinde Fohnsdorf vereinigt.